# Ullared sogn
Ullared sogn i Halland var en del af Faurås herred. Ullareds distrikt dækker det samme område og er en del af Falkenbergs kommun. Sognets areal var 55,33 kvadratkilometer, heraf land 52,25. I 2020 havde distriktet 1.126 indbyggere. Landsbyen Ullared ligger i sognet.
Navnet (1330-1334 Ullaryth) stemmer fra mandsnavnet Ull og ryd (fra rydning)..